# 獅子林新光商業大樓
獅子林新光商業大樓，簡稱獅子林商業大樓，是位於台灣台北市萬華區西寧南路西門町一棟商業大樓，1979年（民國68年）開幕。原為東本願寺所在地，中華民國政府遷台後改為台灣省保安司令部所用，台灣省保安司令部搬離後售出民間改建為獅子林新光商業大樓、六福西門大樓與來來百貨台北店。

## 歷史
1967年6月3日，財政部國有財產局台北辦事處公告，台灣省保安司令部舊址土地標售予民間；6月24日開標，新光人壽、亞洲水泥、南山人壽與台北區合會儲蓄公司等四個機構以及何美慶等七個自然人合組的財團共同以新台幣1億1126萬元得標。新地主拆除東本願寺，興建獅子林新光商業大樓、六福西門大樓與來來百貨台北店。
1977年2月2日，獅子林新光商業大樓興建工程開工，獅城開發興建，建築師蔡正義、建築師楊錫文設計。1979年3月30日，獅子林新光商業大樓開始營業。

## 現況

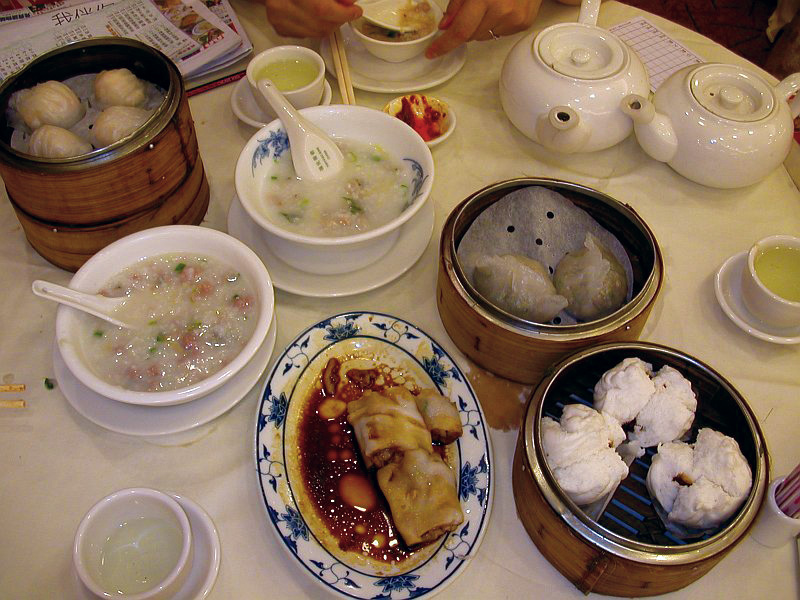
金獅大酒樓點心

獅子林新光商業大樓土地使用分區目前劃歸為第四種商業區，共十層採分租店面方式經營的類百貨公司，但是也有零星辦公室、套房、公寓混雜，約一百公尺外是西門町另一棟著名的萬年商業大樓。
| 樓層  | 用途                       |
| ----- | -------------------------- |
| 10F   | 老牌港式飲茶金獅大酒樓     |
| 6F~9F | 辦公室和套房、公寓         |
| 4F~5F | 新光影城                   |
| 3F    | 電動遊樂場                 |
| 2F    | 台北最大禮服、婚紗訂做市場 |
| 1F    | 手機通訊百貨               |